# Patrick Sapp
Pour les articles homonymes, voir Sapp.
(en) Statistiques sur pro-football-reference
Patrick Sapp (né le 11 mai 1973 à Jacksonville dans l'État de Floride aux États-Unis) est un joueur américain de football américain évoluant au poste de linebacker.
Il a joué quatre saisons (1996 à 1999) dans la National Football League (NFL)  pour les Chargers de San Diego et les Cardinals de l'Arizona. Il a également joué dans la XFL en 2001 pour les Memphis Maniax avant de mettre un terme à sa carrière.
Au niveau universitaire, Sapp était titulaire au poste de quarterback chez les Tigers de Clemson avant d'y devenir linebacker lors de sa dernière saison.